# Comunidad de comunas Valles Loir y Braye
La Comunidad de comunas Valles Loir y Braye (Communauté de comunes Vallées Loir et Braye en francés), es una estructura intercomunal francesa situada en el departamento francés de Loir y Cher de la región de Centro-Valle de Loira.

## Historia
Fue creada el 1 de enero de 2014 con la unión de las comunidades de comunas del País de Ronsard y de las Laderas del Braye, siendo sus comunas, las dieciocho del antiguo cantón de Montoire-sur-le-Loir, siete de las ocho comunas del antiguo cantón de Savigny-sur-Brayey una de las ocho comunas del antiguo cantón de Saint-Amand-Longpré; y que actualmente forman parte, diecinueve comunas del nuevo cantón de Montoire-sur-le-Loir y siete comunas del nuevo cantón del Le Perche.

## Nombre
Debe su nombre a que la comunidad se halla en los valles por los que pasan los ríos Loir y Braye.

## Composición
La Comunidad de comunas reagrupa 26 comunas:
| Comuna                    | Código INSEE | Región               | Población (2012) | Superficie (km²) | Densidad (hab./km²) |
| ------------------------- | ------------ | -------------------- | ---------------- | ---------------- | ------------------- |
| Artins                    | 41004        | Montoire-sur-le-Loir | 294              | 11.72            | 26                  |
| Bonneveau                 | 41020        | Le Perche            | 497              | 10.08            | 49                  |
| Cellé                     | 41030        | Le Perche            | 250              | 12.67            | 20                  |
| Couture-sur-Loir          | 41070        | Montoire-sur-le-Loir | 417              | 14.30            | 29                  |
| Épuisay                   | 41078        | Le Perche            | 788              | 23.52            | 34                  |
| Fontaine-les-Coteaux      | 41087        | Le Perche            | 401              | 22.11            | 18                  |
| Fortan                    | 41090        | Le Perche            | 284              | 5.98             | 47                  |
| Houssay                   | 41102        | Montoire-sur-le-Loir | 390              | 16.56            | 24                  |
| Lavardin                  | 41113        | Montoire-sur-le-Loir | 207              | 6.71             | 31                  |
| Les Essarts               | 41079        | Montoire-sur-le-Loir | 108              | 4.38             | 25                  |
| Les Hayes                 | 41100        | Montoire-sur-le-Loir | 198              | 15.71            | 13                  |
| Les Roches-l'Evêque       | 41192        | Montoire-sur-le-Loir | 288              | 2.40             | 120                 |
| Montoire-sur-le-Loir      | 41149        | Montoire-sur-le-Loir | 4233             | 21.02            | 201                 |
| Montrouveau               | 41153        | Montoire-sur-le-Loir | 141              | 17.70            | 8                   |
| Saint-Arnoult             | 41201        | Montoire-sur-le-Loir | 329              | 9.57             | 34                  |
| Saint-Jacques-des-Guérets | 41215        | Montoire-sur-le-Loir | 95               | 1.81             | 52                  |
| Saint-Martin-des-Bois     | 41225        | Montoire-sur-le-Loir | 642              | 36.40            | 18                  |
| Saint-Rimay               | 41228        | Montoire-sur-le-Loir | 293              | 7.36             | 40                  |
| Sasnières                 | 41236        | Montoire-sur-le-Loir | 109              | 7.83             | 14                  |
| Savigny-sur-Braye         | 41238        | Le Perche            | 2174             | 67.88            | 32                  |
| Sougé                     | 41250        | Le Perche            | 488              | 16.88            | 29                  |
| Ternay                    | 41255        | Montoire-sur-le-Loir | 331              | 14.38            | 23                  |
| Tréhet                    | 41263        | Montoire-sur-le-Loir | 111              | 5.65             | 20                  |
| Troo                      | 41265        | Montoire-sur-le-Loir | 319              | 14.19            | 22                  |
| Villavard                 | 41274        | Montoire-sur-le-Loir | 143              | 5.18             | 28                  |
| Villedieu-le-Château      | 41279        | Montoire-sur-le-Loir | 419              | 29.65            | 14                  |

## Competencias
La comunidad es un organismo público de cooperación intercomunal.
Sus recursos provienen del impuesto sobre los rendimientos del trabajo único, del sistema de contribuciones que se aplica a los residuos y asignaciones y subvenciones de diversos socios.
Sus competencias en general se centran en el desarrollo económico, medio ambiental, de empleo y los servicios comunitarios a los habitantes:
- Ordenación del Territorio
  - Plan de Coherencia Territorial (SCOT, en francés).
  - Plan Sectorial.
- Desarrollo y organización económica
  - Acción de desarrollo económico de las actividades industriales, comerciales o de empleo, (apoyo de las actividades agrícolas y forestales...).
  - Creación, organización, mantenimiento y gestión de zonas de actividades industriales, comerciales, terciario, artesanal o turístico.
- Desarrollo y organización social y cultural
  - Actividades culturales y socioculturales.
  - Actividades deportivas.
  - Construcción y/u organización, mantenimiento, gestión de equipamientos o establecimientos culturales, socioculturales, socioeducativos, deportivos…, etc.
  - Transporte escolar.
- Medio ambiente
  - Saneamiento no colectivo.
  - Recogida y tratamiento de los residuos urbanos y asimilados.
  - Protección y valorización del Medio Ambiente.
- Vivienda y hábitat
  - Programa local del hábitat.
- Servicio de vías públicas
  - Creación, organización y mantenimiento del servicio de vías públicas.
- Otros
  - Adquisición comunal de material.
  - Informática, Talleres vecinales.